# Villaseco de los Reyes
Villaseco de los Reyes település Spanyolországban, Salamanca tartományban. Villaseco de los Reyes Ledesma, Gejuelo del Barro, Tremedal de Tormes, Puertas, Monleras és Carbellino községekkel határos. Lakosainak száma 298 fő (2024).

## Népesség
A település népessége az elmúlt években az alábbi módon változott:
| Lakosok száma | 447  | 422  | 403  | 397  | 401  | 385  | 340  | 331  | 313  | 298  |
|               | 2001 | 2004 | 2007 | 2009 | 2012 | 2014 | 2017 | 2019 | 2022 | 2024 |